# Martin Waldseemüller

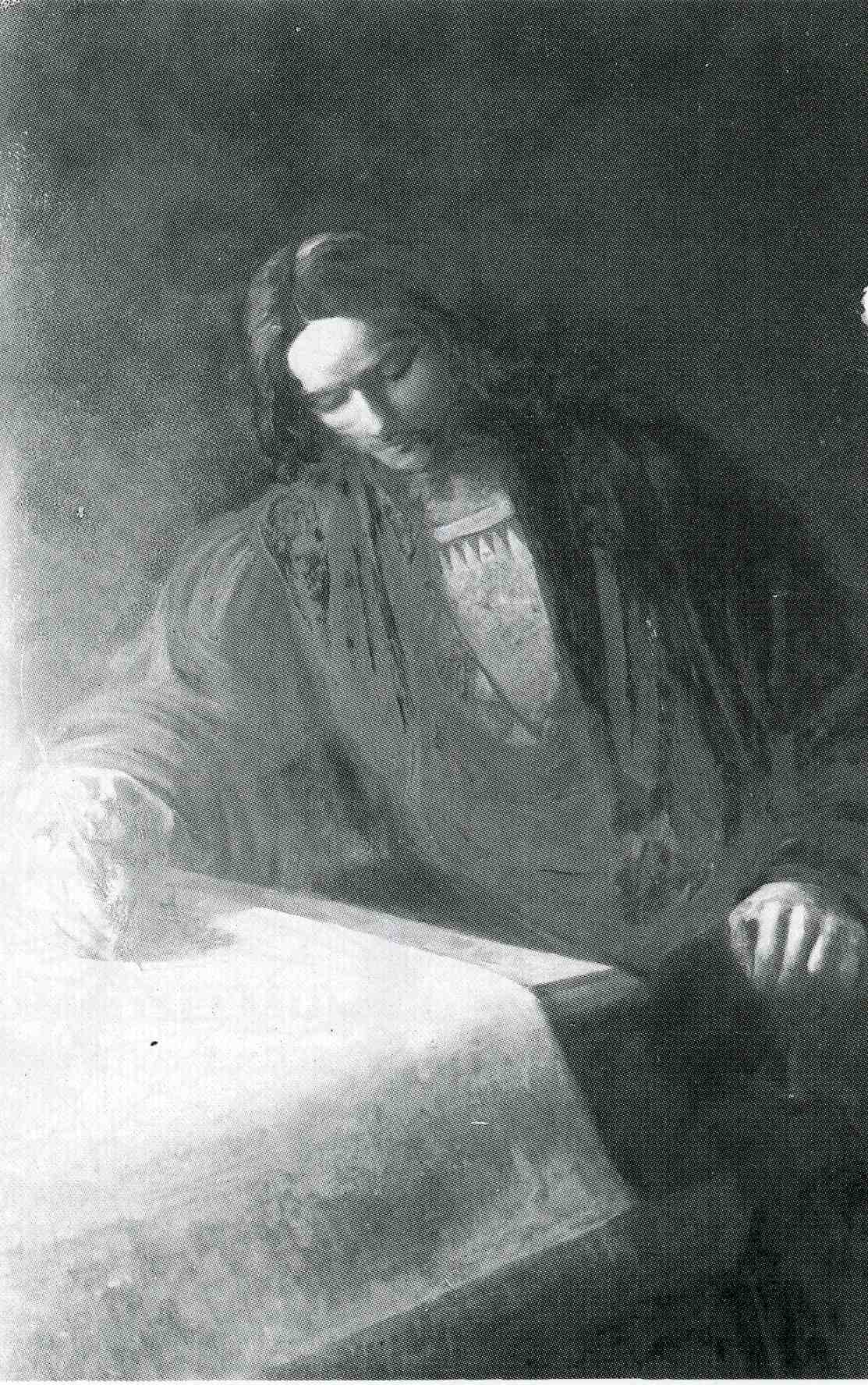
Martin Waldseemüller

Martin Waldseemüller (Latijn: Martinus Ilacomilus, Wolfenweiler, ca. 1470 - Saint-Dié, ca. 1521/1522) was een Duits cartograaf. Waldseemüller is vooral bekend geworden als de eerste persoon die de naam America op een kaart, de Universalis Cosmographia, gebruikte.
Hij produceerde deze kaart in 1507 als onderdeel van zijn boek Cosmographiae Introductio. Het boek bevatte een vertaling van een brief van Amerigo Vespucci, waarin hij verslag deed van zijn reizen naar de Nieuwe Wereld. Daar Waldseemüller meende dat Vespucci de ontdekker van Amerika was vernoemde hij het continent naar hem.
Nadat hij later geïnformeerd werd dat Vespucci niet werkelijk de ontdekker was, kreeg hij er spijt van dat hij het continent Amerika had genoemd. Op nieuwere kaarten noemde hij het continent dan ook terra incognita (onbekend land). Er waren inmiddels al duizend kopieën van zijn eerste kaart verspreid, waardoor de naam Amerika inmiddels al populair was geworden.
De Waldseemüllerkaart was lange tijd verloren, maar in 1901 werd in Zuid-Duitsland een kopie teruggevonden. In 2001 werd deze kaart aangekocht door de Library of Congress.

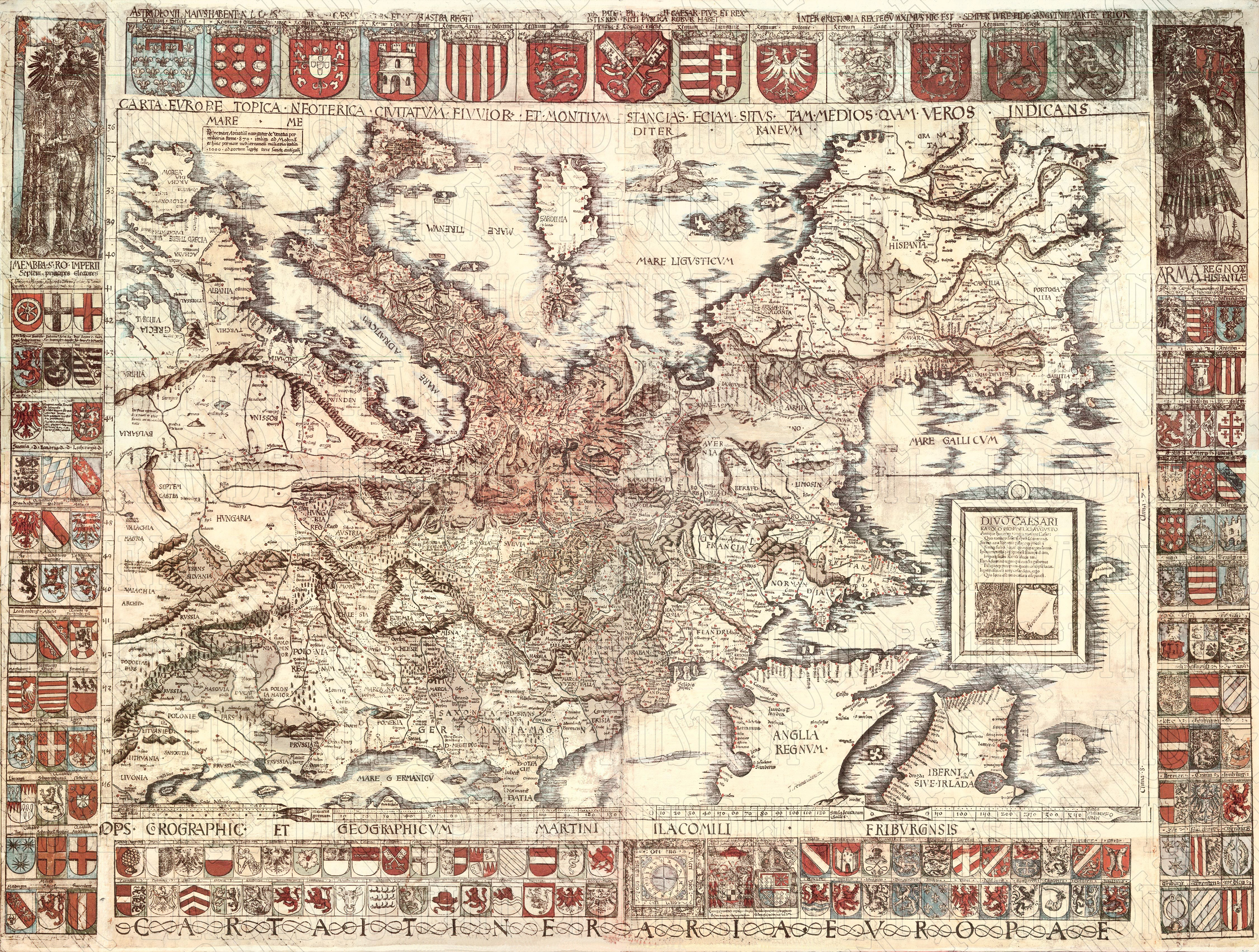
Carta itineraria europae 1520

- Bibsys: 7075156
- Biblioteca Nacional de Chile: 000397866
- Biblioteca Nacional de España: XX1156722
- Bibliothèque nationale de France: cb122348655 (data)
- CiNii: DA06253596
- Stuttgart Database of Scientific Illustrators 1450–1950: 12266
- Gemeinsame Normdatei: 119353717
- International Standard Name Identifier: 0000 0004 3958 9430
- Library of Congress Control Number: n90601547
- Nationale Bibliotheek van Letland: 000152407
- Nationale Bibliotheek van Tsjechië: mzk2009533307
- Nationale bibliotheek van Australië: 35587121
- Nationale Bibliotheek van Israël: 987007269609105171
- Nationale Bibliotheek van Polen: a0000002452266
- Nationale en Universitaire bibliotheek Zagreb: 000284386
- Nederlandse Thesaurus van Auteursnamen: 071428321
- Réseau des bibliothèques de Suisse occidentale: 02-A003954640
- RKD-Nederlands Instituut voor Kunstgeschiedenis: 279948
- Système universitaire de documentation: 027564142
- Trove: 1005093
- Union List of Artist Names: 500478549
- Virtual International Authority File: 27366067
- WorldCat: E39PBJwHg6MWfTy8kCDDxxb68C